# Маріса Паредес
Маріса Паредес (ісп. Marisa Paredes, при народженні Марія Луїса Паредес Бартоломе, ісп. María Luisa Paredes Bartolomé; 3 квітня 1946, Мадрид — 17 грудня 2024, там само) — іспанська акторка театру, кіно та телебачення.

## Життєпис
Народилася 3 квітня 1946 року у Мадриді в робітничій родині. 1959 року вступила до Вищої королівської школи драматичного мистецтва (RESAD). 1960 року, у 14-річному віці, дебютувала в кіно з епізодичною роллю у фільмі «091, поліція» Хосе Марії Форке. Наступного року відбувся її театральний дебют на сцені мадридського Театру комедії у постановці п'єси «Esta noche tampoco» Хосе Лопеса Рубіо з Кончітою Монтес у головній ролі. 1966 року почала зніматися на телебаченні.
Всесвітню славу принесли головні ролі у фільмах Педро Альмодовара «Високі підбори» (1991) та «Квітка моєї таємниці» (1995), після чого у неї були ролі у значних фільмах «Життя прекрасне» Роберто Беніньї, «Криваво-червоний» Артуро Ріпштейна та «Хребет диявола» Гільєрмо дель Торо.
1996 року удостоєна Національної кінематографічної премії Іспанії. 1999 року отримала премію Родольфо Валентино.
У 2000—2003 роках очолювала Академію кінематографічних мистецтв і наук Іспанії.
2007 року урядом Іспанії нагороджена Золотою медаллю за заслуги в образотворчому мистецтві (ісп. Medalla de Oro al Mérito en las Bellas Artes). 2018 року отримала почесну премію Гойя за досягнення.
Маріса Паредес померла 17 грудня 2024 року у Мадриді в 78-річному віці.

## Особисте життя
У 1970-х роках Паредес протягом семи років перебувала у фактичному шлюбі з режисером і сценаристом Антоніо Ісасі-Ісасменді. 29 вересня 1975 року у пари народилася дочка Марія Ісасі, яка також стала акторкою.
Із 1983 року до своєї смерті — у фактичному шлюбі з кінознавцем Чема Прадо.

## Фільмографія
| Рік       |    | Українська назва                   | Оригінальна назва                    | Роль                                      |
| --------- | -- | ---------------------------------- | ------------------------------------ | ----------------------------------------- |
| 1960      | ф  | 091, поліція                       | 091 Policía al habla                 | епізод                                    |
| 1961      | ф  | Колискова                          | Canción de cuna                      | епізод                                    |
| 1962      | ф  | Жахливий доктор Орлофф             | Gritos en la noche                   | епізод                                    |
| 1963      | ф  | Досягти більшого                   | Llegar a más                         | служниця                                  |
| 1965      | ф  | Життя триває                       | El mundo sigue                       | Флорен                                    |
| 1966—1978 | с  | Роман                              | Novela                               | різні персонажі                           |
| 1967      | ф  | Тітка Карлоса у міні-спідниці      | La tía de Carlos en mini-falda       | Кармен                                    |
| 1968      | ф  | Реквієм для грінго                 | Requiem para el gringo               | Ніна                                      |
| 1969      | ф  | Карола вдень, Карола вночі         | Carola de día, Carola de noche       | секретарка графа Анатоліо                 |
| 1969      | ф  | Повстання                          | La revoltosa                         | Соледад                                   |
| 1969      | ф  | Джентльмен і спокусниці            | El señorito y las seductoras         | Ельвіра Рей Гарсія                        |
| 1971      | ф  | Гойя, історія самотності           | Goya, historia de una soledad        | маха                                      |
| 1971      | ф  | Кривавий пиріг                     | Pastel de sangre                     | Елізабет у сегменті «Віктор Франкенштейн» |
| 1973      | тф | Луїса Фернанда                     | Luisa Fernanda                       | Луїса Фернанда                            |
| 1974      | ф  | Довга ніч у липні                  | Larga noche de julio                 | Кармен                                    |
| 1980      | ф  | Опера Пріма / Дебют                | Opera Prima                          | Зоїла Гомес                               |
| 1981      | с  | Сервантес                          | Cervantes                            | Ана Франка                                |
| 1983      | ф  | Темні звички                       | Entre tinieblas                      | сестра Гній                               |
| 1984      | ф  | Велосипеди лише для літа           | Las bicicletas son para el verano    | Марія Луїса                               |
| 1985      | с  | Гойя                               | Goya                                 | герцогиня Осунська                        |
| 1986      | ф  | Моя люба няня                      | Tata mía                             | Палома                                    |
| 1987      | ф  | Людина зі шпинату                  | Cara de acalda                       | Ольга                                     |
| 1987      | ф  | Поки ще світло                     | Mientras haya luz                    | Маріса                                    |
| 1987      | ф  | У скляній клітці                   | Tras el crisal                       | Грізельда                                 |
| 1988      | ф  | Ваша подруга божеволіє             | Tu novia está loca                   | Адела                                     |
| 1991      | ф  | Високі підбори                     | Tacones lejanos                      | Беккі дель Парамо                         |
| 1992      | ф  | Мертвий сезон                      | Hors saison                          | Сара Бернар                               |
| 1992      | ф  | Анонімна королева                  | La reina anónima                     | Незнайомка                                |
| 1993      | ф  | Літо пристрастей і відкритих терас | Tierno verano de lujurias y azoteas  | Ольга                                     |
| 1994      | ф  | Ті, що впали з неба                | En tránsito / Tombés du ciel         | Сюзанна                                   |
| 1995      | ф  | Корабель дурнів                    | La nave de los locos                 | Хулія Маркес                              |
| 1995      | ф  | Квітка моєї таємниці               | La flor de mi secreto                | Леокадія Масіас (Лео)                     |
| 1995      | ф  | Щоденник гвалтівника               | Cronaca di un amore violato          | мати Луки                                 |
| 1996      | ф  | Три життя і одна смерть            | Trois vies & une seule mort          | Марія                                     |
| 1996      | ф  | Криваво-червоний                   | Profundo carmesi                     | Ірене Гальярдо                            |
| 1997      | ф  | Життя прекрасне                    | La vita è bella                      | мати Дори                                 |
| 1997      | ф  | Доктор Шанс                        | Doctor Chanse                        | Еліза фон Сект                            |
| 1998      | ф  | Розмова янголів                    | Talk of Angels                       | донья Консуело                            |
| 1998      | ф  | Змія з'їла жабу                    | Le serpent a mangé la grenouille     | мадам Моро                                |
| 1999      | ф  | Все про мою матір                  | Todo sobre mi madre                  | Ума Рохо (Серпанок)                       |
| 1999      | ф  | Полковнику ніхто не пише           | El coronel no tiene quien le escriba | Лола                                      |
| 2001      | ф  | Хребет диявола                     | El aspinazo del diablo               | Кармен                                    |
| 2001      | ф  | Дикуни                             | Salvages                             | Берта                                     |
| 2002      | ф  | Поговори з нею                     | Hable con ella                       | епізод                                    |
| 2003      | ф  | Червоний захід сонця               | Dans le rouge du couchant            | Клара                                     |
| 2003      | ф  | Прекрасний захід сонця             | Una preciosa pueste de sol           | Росаріо                                   |
| 2004      | ф  | Холодне зимове сонце               | Frío sol de invierno                 | Ракель                                    |
| 2005      | ф  | Королеви                           | Reinas                               | Реєс                                      |
| 2005      | ф  | Чарівне дзеркало                   | Espejo magico                        | черниця                                   |
| 2007      | ф  | Чотири останні пісні               | Four Last Songs                      | Вероніка                                  |
| 2008      | ф  | Людина, котра кохає                | L'uomo che ama                       | доктор Кампо                              |
| 2009      | ф  | Божевільне кохання                 | Amores locos                         | Ана                                       |
| 2010      | ф  | Жигола                             | Gigola                               | Одетта                                    |
| 2010      | ф  | Лісовий бог                        | El dios de madera                    | Марія Луїса                               |
| 2010      | с  | Феліпе і Летисія                   | Felipe y Letizia                     | королева Софія                            |
| 2011      | ф  | Шкіра, в якій я живу               | La piel que habito                   | Марілія                                   |
| 2011      | ф  | Очі його матері                    | Les yeux de sa mère                  | Жюдіт Каналес                             |
| 2012      | ф  | Лінії Веллінгтона                  | Las líneas de Wellington             | донья Філіпа Санчес                       |
| 2015      | ф  | Латинський коханець                | Latin lover                          | Рамона                                    |
| 2017      | ф  | Незважаючи ні на що                | A pesar de todo                      | Кармен                                    |
| 2018      | ф  | Петра                              | Petra                                | Маріса                                    |
| 2019      | ф  | Халіфська мрія                     | De sable et de feu                   | Елізабет Вільямс (Аїша)                   |

## Нагороди та номінації
Гойя
- 1987 — Номінація на найкращу акторку другого плану (Людина зі шпинату).
- 1995 — Номінація на найкращу акторку (Квітка моєї таємниці).
- 2018 — Премія за досягнення.

Премія Гільдії кіноакторів
- 1998 — Номінація на на найкращий акторський склад у ігровому фільмі (Життя прекрасне).

ACE Awards
- 1997 — Найкраща акторка (Квітка моєї таємниці).
- 2000 — Найкраща акторка другого плану (Все про мою матір).

Срібні кадри
- 1968 — Найкращий телевізійний виконавець.
- 1988 — Номінація на найкращу театральну роботу (Орхідеї у місячному світлі).
- 1991 — Найкраща кіноакторка (Високі підбори).
- 1995 — Найкраща кіноакторка (Квітка моєї таємниці).
- 2006 — Найкраща театральна акторка (Гамлет).
- 2015 — Премія за життєві досягнення.

Сан-Жорді
- 1992 — Найкраща акторка (Високі підбори).
- 1996 — Найкраща акторка (Квітка моєї таємниці).

Спілка акторів Іспанії
- 1991 — Найкраща кіноакторка (Високі підбори).
- 1995 — Номінація на найкращу кіноакторку (Квітка моєї таємниці).
- 2011 — Номінація на найкращу кіноакторку другого плану (Шкіра, в якій я живу).

Міжнародний кінофестиваль у Карлових Варах
- 1996 — Найкраща акторка (Квітка моєї таємниці).

Кінофестиваль у Малазі
- 2010 — Премія Срібна Біснага найкращій акторці (Лісовий бог).